# Leucastea le-testui
Leucastea letestui es una especie de coleóptero de la familia Megalopodidae.

## Distribución geográfica
Habita en Gabón.